# اپیسکیا
اپیسکیا (نام علمی: Episcia) نام یک سرده از خانواده جسنریان است.